# Тюндик
Тю́ндик — заповідне урочище місцевого значення в Україні. Об'єкт природно-заповідного фонду Харківської області. 
Розташоване на території Балаклійського району Харківської області, на захід від смт Донець. 
Площа 988 га. Статус отриманий у 2007 році. Перебуває у віданні ДП «Балаклійське лісове господарство» (Андріївське л-во, кв. 45—49, 50—56, 57—63). 
Статус надано для збереження частини лісового масису на корінному правому березі та в заплаві річки Сіверський Донець. 

## Галерея

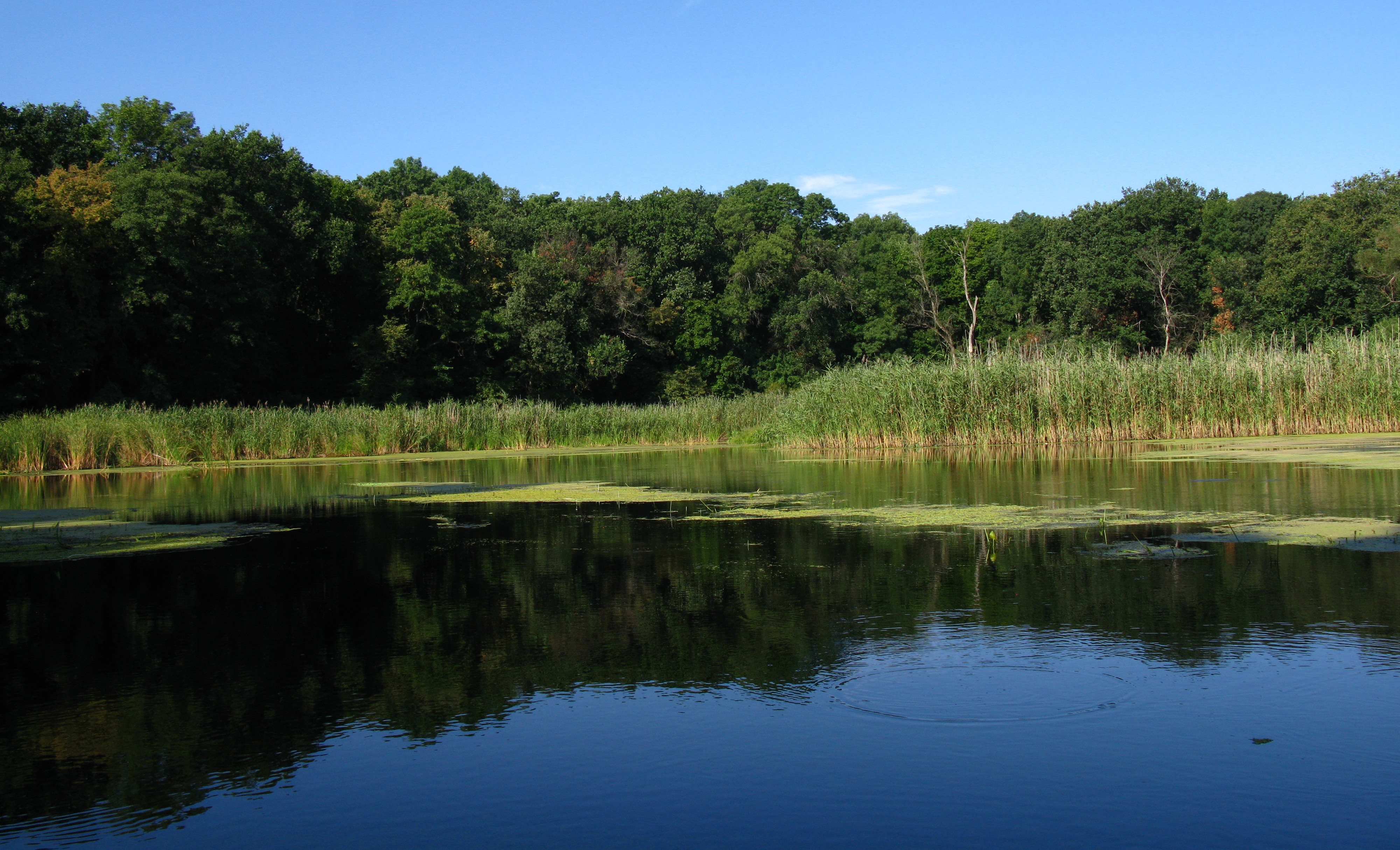
Заболочена затока річки Сіверський Донець поблизу північного узлісся урочища Тюндик
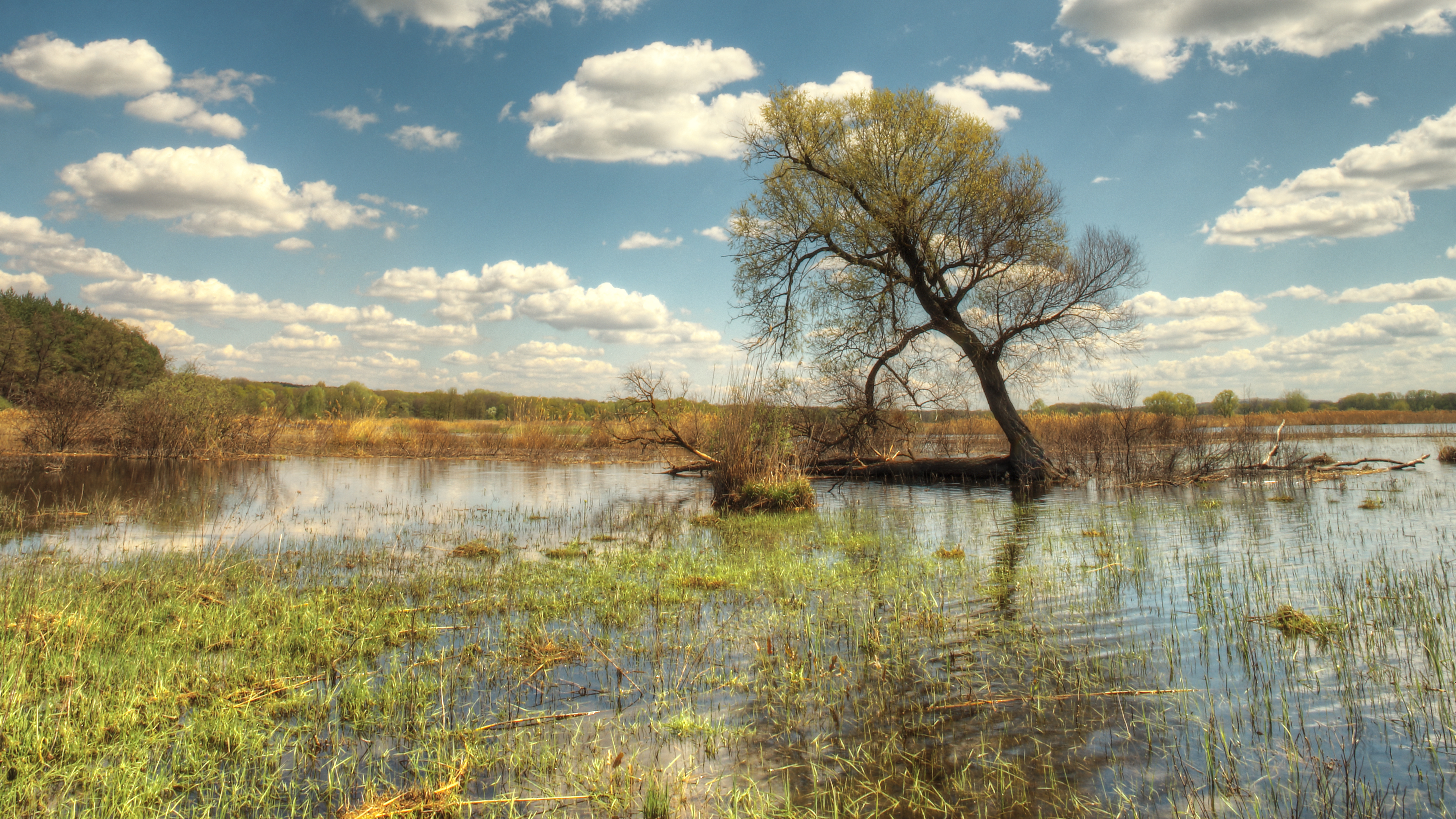
Паводок на річці Сіверський Донець